# Carl Ollonberg (1677–1745)
Carl Ollonberg, född den 6 juni 1677 i Västergötland, död där den 21 augusti 1745, var en svensk friherre och militär. Han var son till Tore Ollonberg, måg till Andreas Spole, far till Ture Ollonberg och svärfar till Hans Henrik Fock.
Ollonberg blev student vid Uppsala universitet 1696. Vid krigsutbrottet blev han volontär vid Livgardet 1700, därefter sergeant vid Bergsbataljonen samma år, fänrik där 1701, löjtnant 1702, kapten vid Smålands femmänningsregemente 1703, major vid Upplands femmänningsregemente 1709 och generaladjutant vid armén i Skåne 1711. Ollonberg befordrades till överstelöjtnant vid Östra skånska infanteriregementet 1712, blev överste och chef för samma regemente 1718 samt överste och chef för Västgötadals regemente 1735. Han upphöjdes till friherre 1720. Ollonberg ägde Haneström i Fuxerna socken. Han vilar på Fuxerna kyrkogård.